# Pterolophia sibuyensis
Pterolophia sibuyensis là một loài bọ cánh cứng trong họ Cerambycidae.